# US Créteil-Lusitanos
US Créteil-Lusitanos (celým názvem Union Sportive Créteil-Lusitanos Football) je francouzský fotbalový klub z města Créteil blízko Paříže, který působí v druhé lize – Ligue 2 (v sezoně 2014/15). Byl založen v roce 1936. Svoje domácí utkání hraje na Stade Dominique Duvauchelle s kapacitou cca 12 150 diváků. Klubové barvy jsou modrá a bílá. V klubovém logu je stylizovaná silueta berana, tým má proto přezdívku Les Béliers (berani).

## Soupiska
Aktuální k 28. 2. 2015
| Číslo |                                | Pozice | Hráč               |
| ----- | ------------------------------ | ------ | ------------------ |
| 1     | Francie                        | B      | Yann Kerboriou     |
| 2     | Martinik                       | O      | Marvin Esor        |
| 5     | Francie                        | Ú      | Bagaliy Dabo       |
| 6     | Konžská demokratická republika | O      | Hérita Ilunga      |
| 7     | Francie                        | Z      | Yoann Tribeau      |
| 8     | Francie                        | O      | Aurélien Montaroup |
| 9     | Portugalsko                    | Z      | Ludovic            |
| 11    | Martinik                       | Ú      | Frédéric Piquionne |
| 12    | Kamerun                        | Ú      | Marcel Essombé     |
| 13    | Francie                        | Z      | Ben Sangaré        |
| 14    | Francie                        | Z      | Mathieu Lafon      |
| 15    | Senegal                        | Z      | Ibrahima Seck      |
| 16    | Francie                        | B      | Cyrille Merville   |

| Číslo |                   | Pozice | Hráč                    |
| ----- | ----------------- | ------ | ----------------------- |
| 17    | Senegal           | Z      | Cheikh N’Doye           |
| 18    | Senegal           | O      | Christophe Diedhiou     |
| 19    | Francie           | Z      | Ludovic Genest          |
| 20    | Francie           | Z      | Abdelrafik Gérard       |
| 21    | Pobřeží slonoviny | O      | Bamba Diarrassouba      |
| 22    | Francie           | Z      | Jean-Michel Lesage      |
| 23    | Francie           | Ú      | Oumarou Diaby           |
| 25    | Portugalsko       | O      | Augusto                 |
| 26    | Francie           | O      | Boris Mahon de Monaghan |
| 27    | Francie           | O      | Vincent Di Bartolomeo   |
| 28    | Madagaskar        | Ú      | Andriatsima             |
| 29    | Portugalsko       | Z      | Rafaël Dias             |
| 30    | Francie           | B      | Rachid Bachiri          |